# Jû-Belloc
 Jû-Belloc  là một xã thuộc tỉnh Gers trong vùng Occitanie tây nam nước Pháp. Xã này có độ cao trung bình 139 mét trên mực nước biển.